# Тијера Амарила (Њу Мексико)
Тијера Амарила (енгл. Tierra Amarilla) насељено је место без административног статуса у америчкој савезној држави Њу Мексико.

## Демографија
По попису из 2010. године број становника је 382.
| Група             | 2000.    | 2010.       |
| Белци             | 0 (0,0%) | 18 (4,7%)   |
| Афроамериканци    | 0 (0,0%) | 4 (1,0%)    |
| Азијати           | 0 (0,0%) | 1 (0,3%)    |
| Хиспаноамериканци | 0 (0,0%) | 354 (92,7%) |
| Укупно            | 0        | 382         |